# Harsányi Zsuzsanna
Harsányi Zsuzsanna (Budapest, 1976. április 26. –) triatlonista.

## Pályafutása
Gyermekkorától rendszeresen sportolt, tornázott, kosarazott, röplabdázott, atletizált. Későn, 14 évesen tanult meg úszni, akkor kezdett foglalkozni a triatlonnal, egy újpesti csapatban, ahol a későbbi olimpikon, Molnár Erika is tag volt már. Középiskolás évei alatt az újpesti csapat ketté szakadt, Zsuzsa a Honvéd Sportegyesületben került, ahol Tóth Levente irányítása alatt edzett tovább. Innen a KSI-be, majd 18 éves kora után a Mikó Pro Teambe került, Mikó Károly edző kezei alá. Itt csapattársa lett a későbbi másik olimpikonnak, Edöcsény Nórának.
Ezalatt elvégezte a középiskolát és egy évet járt az ELTE kémiatanár-vegyész szakára, amikor felvették az Állatorvos Tudományi Egyetemre, állatorvos szakra.
1990-ben állt rajthoz triatlonversenyen elsőként, Százhalombattán. Itt a korosztályában 3. lett. Később a junior válogatott tagja lett, kijutott a válogatottal a junior Eb-re is. Mikó Károllyal ETU kupán is rajthoz állt. Ez idő alatt többször volt magyar bajnokságon dobogós, csapatbajnokságon, Füri Csillával, Edöcsényi Nórával, országos bajnokságot is nyertek Tiszaújvárosban. Kiemelkedő teljesítményt azonban a hosszabb távokon ért el. Mikó Károly javaslatára elindult a középtávú országos bajnokságon Fonyódon, ahol 3. helyezést ért el.
Később Markus Hohnstädt irányítása alatt készült, ahol az első években még indult ETU illetve ITU kupákon, de edzőjével a hosszabb távok mellett döntött, így elsőként 2001-ben rajthoz állt első Ironman versenyén, amelyet meg is nyert. Ez egyet jelentett a magyar bajnoki címmel. A következő 6 évben sorozatosan megnyerte a hosszútávú magyar bajnok címet. Így Magyarországon egyedülállóan, hétszeres hosszútávú magyar bajnok lett. Nagyatádon a pályacsúcsot, 9 óra 32 perc 00 másodperc 2004-ben állította fel, majd 2005-ben megismételte ( Forrás : https://www.extremetour.hu/finisherekbesttime). Ezután 10 évig senki sem tudta megdönteni et az időt. 
Később kipróbálta magát a nemzetközi Ironman versenyeken is, ahol szép eredményeket ért el. Kétszer kvalifikálta magát a Hawaii Ironman világbajnokságra, ahol 32 és 36. helyezést tudott elérni a PRO mezőnyben. 30x állt nemzetközi Ironman versenyen dobogón PRO kategóriában ( Forrás : https://zsuharsanyi.wixsite.com/triathlete/results) . 
Sportpályafutása mellett állatorvosi karrierje is szépen ívelt felfelé. Aktívan praktizált: Diósdon, a Szamóca Állatorvosi Központban, majd Budakalászon, a Zöldövezet Állatorvosi rendelőben dolgozott. 2015-ben megszületett kislánya. A szülési szabadságról visszatérve, Gödön, a Profivet Állatorvosi Rendelőben kezdett dolgozni. 2023-ban szakállatorvosi diplomát szerzett. Állavédelmi szakállatorvos lett, majd 2024-ben megnyitotta saját rewndelőjét Pomázon. Jelenleg is ott dolgozik.  
2003 novemberében megalapította a Vasemberek Klubja triatlon sportegyesületet, mely a mai napig is működik. Segített létrehozni a Proathlon Bt.-t, melyből 2007-ben kiszállt. 2010 és 2012 között dolgozott a Magyar Triatlon Szövetségnek is, mint technikai bizottsági tag.
Jelenleg kislányával, Dalmával él együtt. Hobby sportolóként ma is mindennap sportol. Futó, terepfutó és triatlon versenyeken indul. Állatorvosként dolgozik. 

## Sikerei, díjai
Fontosabb eredményei:
- világbajnok - 1. hely a Big Man kombinációs világbajnokságon (2 nap: Xterra és Ironman)
- 2x-es Európa-bajnok
- 7x-es Ironman magyar bajnok
- Féltávú magyar bajnok
- Duatlon magyar bajnok
- 2x álltam rajthoz a Hawaii- Ironman World világbajnokságon
- 2. hely Ironman Malaysia
- 3. hely Gerardmer, Ironman France
- 4. hely Ironman Brasil